# Amendoim-bravo
O amendoim-bravo (Pterogyne nitens  Tul.) é uma árvore da família das fabáceas, sub-família Caesalpinioideae.
Produz uma madeira moderadamente durável, de cor palha vermelha, com textura média, com movimento em serviço pequeno, de propriedade mecânica fácil, com propriedade de acabamento satisfatória se envernizada, é boa para curvatura a vapor, de colagem fácil e utilizada na construção naval para estruturas e vigamentos.
O fruto é lenhoso e alado. Tem a forma de uma sâmara de uma semente e uma asa. É disseminado pelo vento.